# Алфий Авит
Алфий Авит (на латински: Alphius Avitus) е латински поет по времето на римските императори Август и Тиберий. Той живее през 1 век пр.н.е. и 1 век. Възможно е да е същият с Алфий Флав.